# Daryl Homer
Daryl Homer est un escrimeur américain né le 16 juillet 1990 à Saint Thomas, Îles Vierges des États-Unis, et pratiquant le sabre.

## Biographie
Daryl Homer est né à Saint Thomas, Îles Vierges des États-Unis, de Juliette Smith et Daryl Homer. Il commence l'escrime à 11 ans. Il gagne une première médaille de bronze mondiale lors des championnats du monde cadet en 2007, puis de nouveau en 2009 lors des championnats du monde junior. Cette même année 2009 il complète l'équipe sénior pour les championnats du monde à Antalya. En 2011, il réalise le doublé continental en étant champion panaméricain d'escrime individuel et par équipe. Sélectionné pour les Jeux olympiques de Londres, il arrive en quart de finale mais s'incline face au roumain Rareș Dumitrescu. Il monte enfin sur un podium mondial en 2015 à Moscou en obtenant la médaille d'argent, devenant ainsi le premier américain médaillé en individuel aux championnats du monde de sabre.
Qualifié en individuel pour les Jeux olympiques de Rio alors que l'épreuve de sabre par équipe n'est pas retenue, Homer décroche une médaille d'argent en perdant la finale 8-15 face au hongrois Áron Szilágyi, devenant ainsi le premier américain a arriver en finale au sabre.
Après un doublé individuel et par équipe aux championnats panaméricains en 2019 à Toronto, Homer est qualifié pour les Jeux olympiques de Tokyo mais se fait sortir dès le premier tour en individuel tout comme lors de l'épreuve par équipe. Il remonte sur la plus haute marche des deux podiums lors des championnats panaméricains de 2022 à Asunción.

## Palmarès
- Jeux olympiques
  -  Médaille d'argent aux Jeux olympiques de 2016 à Rio de Janeiro

- Championnats du monde d'escrime
  -  Médaille d'argent aux championnats du monde d'escrime 2015 à Moscou

- Championnats panaméricains d'escrime
  -  Médaille d'or aux championnats panaméricains d'escrime 2011 à Reno
  -  Médaille d'or par équipe en 2011 à Reno
  -  Médaille d'or par équipe en 2012 à Cancún
  -  Médaille d'or par équipe en 2013 à Carthagène des Indes
  -  Médaille d'or par équipe en 2014 à San José
  -  Médaille d'or par équipe en 2016 à Panama
  -  Médaille d'or aux championnats panaméricains d'escrime 2017 à Montréal
  -  Médaille d'or par équipe en 2017 à Montréal
  -  Médaille d'or par équipe en 2018 à La Havane
  -  Médaille d'or par équipe en 2019 à Toronto
  -  Médaille d'or  aux championnats panaméricains d'escrime 2022 à Asunción
  -  Médaille d'or par équipe en 2022 à Asunción
  -  Médaille d'argent aux championnats panaméricains d'escrime 2015 à Santiago du Chili
  -  Médaille d'argent aux championnats panaméricains d'escrime 2019 à Toronto
  -  Médaille de bronze aux championnats panaméricains d'escrime 2013 à Carthagène des Indes
  -  Médaille de bronze aux championnats panaméricains d'escrime 2014 à San José
  -  Médaille de bronze aux championnats panaméricains d'escrime 2018 à La Havane

## Classement en fin de saison
| Année | 2007 | 2008 | 2009 | 2010 | 2011 | 2012 | 2013 | 2014 | 2015 | 2016 | 2017 | 2018 | 2019 | 2020 | 2021 | 2022 | 2023 |
| ----- | ---- | ---- | ---- | ---- | ---- | ---- | ---- | ---- | ---- | ---- | ---- | ---- | ---- | ---- | ---- | ---- | ---- |
| Sabre | 240  | 151  | 60   | 27   | 18   | 12   | 12   | 11   | 6    | 8    | 9    | 15   | 16   | 17   | 17   | 10   | 36   |